# Франклин (округ, Нью-Йорк)
Существуют одноимённые округа, см. Франклин (округ).
Округ Франклин (англ. Franklin County) — округ штата Нью-Йорк, США. Население округа на 2010 год составляло 51 599 человек. Административный центр округа — деревня Малон.

## История
Округ Франклин основан в 1808 году; назван в честь Бенджамина Франклина (1706—1790), раннего американского учёного, журналиста, издателя, дипломата и политического деятеля. Источник образования округа Франклин: округ Клинтон.

## География
Округ занимает площадь 4396,4 км2.

## Демография
Согласно переписи населения 2010 года, в округе Франклин проживало 51 599 человек. Плотность населения составляла 11,7 человек на квадратный километр.